# Pierre Favier (journaliste)
Pour les articles homonymes, voir Pierre Favier.
Pierre Favier, né en 1946 à Avignon, est un journaliste français.
Chef du service politique de l’Agence France-Presse, il est également l'auteur d'ouvrages politiques. 

## Biographie
Pierre Favier s'est fait connaitre au grand public par ses livres et ses documentaires sur François Mitterrand, notamment La Décennie Mitterrand, publiée en quatre tomes de 1990 à 1998. il est président, en 1991, de l'Association de la presse présidentielle.
En 2005, il est écarté de son poste de chef du service politique, officiellement pour raison d'âge et parce qu'il était en poste depuis cinq ans, parce qu'il est classé à gauche et n'apprécie pas les pressions politiques selon diverses sources. Il reçoit alors immédiatement le soutien des syndicats SNJ-CGT, SNJ, FO et SUD de l’AFP. 
Lors de la passation de pouvoir le 16 mai 2007, lors de la prise de fonction du nouveau président de la République française Nicolas Sarkozy, il critique ouvertement à la radio sur France Info la place d'exception que la famille du président aurait tenue lors de la réception d'honneur à l'Élysée, affirmant que la place faite à la vie privée est trop affichée et cela en contraste avec celle des présidents précédents. D'autre part il affirme également que le nouveau président élu a une position qui centre particulièrement le pouvoir autour de lui, veut créer une cellule diplomatique de sécurité et de défense, et émet l'idée que celui-ci tient en partie le rôle du futur chef de gouvernement, accaparant de plus des fonctions traditionnellement dévolues aux ministères de l'Intérieur et de la Défense.

## Publications
- La Décennie Mitterrand avec Michel Martin-Roland, Seuil, coll. « L'épreuve des faits » 1990-1998, rééd. « Points », 1995-2001  (ISBN 2020323672)
- Une femme au cœur de l'État avec Élisabeth Guigou et Michel Martin-Roland, Fayard, 2000.
- Dix jours en mai, Le Seuil, 21 avril 2011,  (ISBN 2021029379).